# ITV1
ITV1는 ITV의 메인 채널이다. 2002년 10월 29일부터 2013년 1월 14일까지는 ITV1이라는 이름이었다.

## 개요
ITV는 각 지역마다 방송 면허가 교부된 회사가 방송 운영을 하고 실시하고 있으며, 이 시기에는 각 지역 마다 자체적인 프랜차이즈 방송 국명으로 표시되었다.
2000년대 들어서 "ITV1"이 ITV 네트워크의 12개의 프랜차이즈 방송에 사용되는 브랜드 명으로 사용하게 되었다. 2001년에 그라나다 미디어 그룹(이하 그라나다 또는 GMG)과 칼튼 텔레비전(이하 칼튼) 소유의 프랜차이즈 방송국에서 지방 및 지역 이름과 함께 사용하였다.
2004년에는 양자가 합병에 합의하여 각 소유 프랜차이즈 방송국의 통합하여 ITV plc. 에 의해 운영하게 된 이후 ITV1 명칭은 잉글랜드 전역, 웨일스, 남부 스코틀랜드 일부 및 맨섬에서 사용하게 되었다.
채널 제도의 채널 텔레비전은 2006까지 자체적인 브랜드명을 사용하였으나, 2006년 이후 ITV 브랜드명을 병용하기 시작하였고, 2011년 ITV pic.에 인수된 이후 ITV1 브랜드를 공식적으로 사용하게 되었다.
현재까지도 ITV 브랜드를 전혀 사용하지 않는 방송국은 스코틀랜드의 STV와 북아일랜드의 UTV가 있다.

## 방송 프로그램
- ITV 10시 뉴스 : 뉴스 프로그램
- 굿 모닝 브리튼 : 아침 정보 프로그램
- 더 엑스 팩터 : 리얼리티 음악 오디션 프로그램
- 브리튼스 갓 탤런트 : 리얼리티 오디션 프로그램
- 팝 아이돌 : 음악 오디션 프로그램
- 닥터 마틴 : 드라마
- 더 빌 : 드라마
- 런던 특수수사대 : 드라마
- 미스터 셀프리지 : 드라마
- 브로드처치 : 드라마
- 비셔스 : 시트콤
- 아가사 크리스티: 명탐정 포와로 : 드라마
- 얼티밋 포스 : 드라마
- 에머데일 : 드라마
- 화이트채플 : 드라마